# Fantezie
Fantezia este calitatea minții umane de a inventa forme, relații, proprietăți și acțiuni noi, deosebite de cele întâlnite în realitatea percepută și descrisă lingvistic.
Unii filozofi precum David Hume nu acorda fanteziei umane capacitatea de a inventa noutăți absolute ci doar de a modifica într-o anume proporție obiectele și procesele reale, percepute sau memorate, prin diferite combinații ingenioase. În această perspectivă fantezia este o deformare, o amplificare, diminuare sau combinare între componente împrumutate din percepție sau practica individuală ori colectivă.
Dar există și puncte de vedere conform cărora fantezia poate depăși realitatea construind forme, calități și funcții noi, neidentificabile în natură, imposibil de apărut în afara acțiunii creative umane.
Păreri pozitive asupra capacității minții umane de a imagina forme, calități și acțiuni noi, inexistente în realitatea fenomenală, sunt sprijinite de enorma diversitate a structurii și funcțiilor uneltelor umane, ale căror componente și interacțiuni sunt diferite de formele și mișcările naturale, dar evident sunt realizabile prin combinații de forme, proprietăți și energii naturale.
Fantezia sistematic exersată este condiția creației în orice domeniu, pentru că depășirea normalității, a obișnuitului, a posibilului limitat, ori a imposibilului momentan, se realizează numai fantazând, numai construind mental proiecte de forme și funcții care depășesc puterile omului momentan și se adresează viitorului. 
Identificăm cel puțin două laturi ale fanteziei, una conceptual creativă și una cultural creativă. 
Fantezia conceptuală organizată logic, încearcă să construiască ipoteze și teorii moderante cantitativ de realitate, imaginând și realizând diferite observații, experiențe, sau interpretând inovator informații disponibile. 
O parte a fanteziei conceptuale este orientată către creația științifică, către asamblarea de teorii formale sau calitative, capabile să explice cauzal diferite segmente și procese ale realității.
Altă latură a fanteziei abordează creația tehnologică, a imaginării diferitelor unelte și servicii performante. Lumea actuală este un miracol de imaginație generatoare de complexitate funcțională. Atât fantezia creatoare de teorii fenomenale sau socio-moderante, cât și cea generatoare de tehnologii, au o enormă dezvoltare în prezent.
Dar mai există și fantezia fără limite și condiționări logice, a artei, a totalității artelor, iar aceasta are un rol la fel de important în viața umană ca și fantezia genezei științelor și tehnologiilor.
Din cele mai vechi timpuri omul a fantazat, a proiectat și oferit semenilor personaje, situații și evenimente noi, încercând pe această cale să își depășească propria condiție, să își învingă temerile, să fie puternic întâi în gând, pentru a încerca apoi să fie puternic și în realitate.
Întreaga afectivitate umană așteaptă noutatea minții pentru a se trezi la viață, pentru a-și explora și satisface enormul potențial de implicare pasională.
Enorma mulțime de povești și mituri create cu milenii în urmă și care farmecă spiritul și acum, arată cât de ingenioasă și prezentă este fantezia fiecărui om din fiecare epocă, ea fiind puntea care leagă umanul nemijlocit de umanul viitorului și speranța apariției unui om și unui viitor mai bun.